# Глобални библиотеки – България
Фондация „Глобални библиотеки – България“ е фондация, която си поставя за цел да развива библиотеките и подпомага библиотечното дело в България.

## История
Глобални библиотеки – България е учредена през 2013 г. В настоятелството влизат Министерство на културата, Министерство на транспорта, информационните технологии и съобщенията, Национален дарителски фонд „13 века България“, Националното сдружение на общините в Република България, Българската библиотечно-информационна асоциация и Съюза на народните читалища.
Приемник е на Програма „Българските библиотеки – място за достъп до информация и комуникация за всеки“, изпълнявана в България в периода 2009 – 2013 година с финансиране от Фондация „Бил и Мелинда Гейтс“ – САЩ.
„Стратегическата цел на проекта е да осигури лесен и равнопоставен достъп до информация, знания, комуникации и електронни услуги в обществените библиотеки чрез свободно ползване на Интернет и на други информационни технологии, за да могат българските граждани да се интегрират в глобалното информационно общество, да се подобри качеството на техния живот и да се ускори развитието на гражданското общество.“